# Julio Moreno Espinosa
Julio Aníbal Moreno Espinosa (Quito, 15 de noviembre de 1915-23 de mayo de 2004, Quito) fue un abogado, alcalde de Quito y contralor general del Estado. Además desempeñó cargos como embajador en Alemania, diputado, concejal, consejero de Pichincha, superintendente de Bancos, ministro juez del Tribunal Contencioso de lo Administrativo, y director supremo del Partido Liberal.

## Biografía
Hijo de Julio Enrique Moreno y Victoria Espinosa de los Monteros Panblan, Julio Enrique, su padre, fue presidente interino del Ecuador y encargado del poder ejecutivo del Ecuador. 

#### Fallecimiento
Fallece de causas naturales el 23 de mayo de 2004 en la ciudad de Quito.